# 哦阿茲姆鳥
哦阿茲姆鳥（鄒語：Oazmʉ/Oazmx），是台灣鄒族的占卜鳥，鄒族人會用牠的叫聲判斷事情的吉凶。

## 傳說
過去有個叫做哦阿茲姆的人，他相當勇敢、聰明，是部落的勇士。在即將去世前，他召集了族人，告訴他們自己死後會變成鳥，用叫聲告訴他們出征、狩獵的吉凶。後來他的屍身果然變成一隻隻鳥飛走，族人們便以那個勇士的名字稱呼那種鳥，並且藉由聽牠們的叫聲來占卜未來。
另有說法是哦阿茲姆其實是殘廢，眾人認為他沒有用便殺死他，而屍體變成一隻隻鳥。

## 鳥占
根據鄒語的說法，哦阿茲姆鳥其實就是繡眼畫眉，鄒族在出草、狩獵或遠行時都會用他進行鳥占。主要方式是先在野地過夜，並以晨聞第一聲哦阿茲姆鳥的鳴叫作為判斷依據，根據叫聲、所在位置、飛行方向等來判定吉凶。主要情況有五種：
1.清脆宏亮的鳴聲：大吉（tmusansango）
2.娛悅的鳴聲：吉（zezezeze）
3.滯澀沮喪的鳴聲：凶（emu'au）
4.急促驚嚇的鳴聲：凶（caicici ）
5.哀淒的鳴聲：大凶（engaho）
另外，如果鳥從左飛至右、或者迎面飛過來的話，也是凶兆。